# Yeşilyurt, Niğde
Yeşilyurt là một xã thuộc huyện Altunhisar, tỉnh Niğde, Thổ Nhĩ Kỳ. Dân số thời điểm năm 2011 là 1168 người.